# Hotel Kosmos w Toruniu
Hotel Kosmos w Toruniu – dwugwiazdkowy hotel istniejący w latach 1969–2007. Znajdował się przy ul. ks. Jerzego Popiełuszki, na granicy Starego Miasta i Bydgoskiego Przedmieścia w Toruniu. Liczył 50 pokoi dwu- i 9 jednoosobowych. Jego właścicielem był Orbis.
Wraz z „Heliosem” był jednym z najbardziej reprezentacyjnych hoteli w Toruniu. Oba hotele oddano do użytku pod koniec lat 60. XX wieku. Hotel zakończył działalność pod koniec 2007 roku. Rozbiórka budynku rozpoczęła się na początku 2008 roku. Pozostałością po budynku jest neonowy napis z nazwą hotelu, stanowiący atrakcję turystyczną. Był on użyty m.in. podczas festiwalu Skyway w 2009 roku.